# Justin Zilla
Justin Zilla (* 2. Februar 1991 in Pforzheim) ist ein deutscher Eishockeyspieler, der Zu Beginn der Saison 2013/14 beim ERV Schweinfurt in der Eishockey-Oberliga auf der Position des Stürmers spielte. Seit 2014 ist er bei den Pforzheim Bisons in der Landesliga Baden-Württemberg aktiv.

## Karriere
Zilla durchlief zunächst die Jugendabteilungen beim SC Bietigheim-Bissingen und beim SC Riessersee. Bei letzterem spielte er sehr erfolgreich mit dem SC Riessersee in der DNL und spielte bereits in der Saison 2009/10 fest in der 1. Mannschaft des SC Riessersee in der 2. Eishockey-Bundesliga, konnte aber leider in 47 Einsätzen keinen Punkt erzielen. In der Saison 2010/11 stand er erneut in der Stammaufstellung der Oberliga-Mannschaft und verbuchte seine ersten Punkte.
Ende Juni 2011 gab Zilla seine Vertragsverlängerung beim SC Riessersee bekannt, welche in der Saison 2011/12 in der 2. Eishockey-Bundesliga antraten. Zur Saison 2013/14 wechselte er zum Oberligisten ERV Schweinfurt. Er steht jedoch aus privaten Gründen seit Anfang Oktober 2013 nicht mehr im Kader der Mighty Dogs. Aktuell spielt Zilla beim Baden-Württembergischen Landesligisten Pforzheim Bisons und wurde am 20. März 2016 mit seiner Mannschaft Meister der Landesliga Baden-Württemberg.

## Erfolge und Auszeichnungen
- 2011 Oberliga-Meister mit dem SC Riessersee
- 2011 Aufstieg in die 2. Eishockey-Bundesliga mit dem SC Riessersee

## Karrierestatistik
(Legende zur Spielerstatistik: Sp oder GP = absolvierte Spiele; T oder G = erzielte Tore; V oder A = erzielte Assists; Pkt oder Pts = erzielte Scorerpunkte; SM oder PIM = erhaltene Strafminuten; +/− = Plus/Minus-Bilanz; PP = erzielte Überzahltore; SH = erzielte Unterzahltore; GW = erzielte Siegtore; 1 Play-downs/Relegation; Kursiv: Statistik nicht vollständig)